# Salmo cenerinus
Salmo cenerinus – gatunek ryby z rodziny łososiowatych (Salmonidae).

## Występowanie i biologia
Salmo cenerinus występuje w północnych Włoszech od Padu do Isonzo i na północnych zboczach Apeninów. W jeziorach dorasta do 80 centymetrów, a w rzekach do zaledwie 40 centymetrów długości ciała. Na całym ciele występują czarne, ciemnobrązowe i czerwone plamy. Płetwa ogonowa jest lekko wcięta. Gatunek występuje w czystych, szybko płynących i dobrze natlenionych górskich strumieniach oraz w jeziorach subalpejskich i alpejskich, występując w dwóch różnych odmianach – rzecznej i jeziornej. Odżywia się owadami wodnymi i innymi bezkręgowcami, duże osobniki żerują także na rybach. Okres tarła zależy od wysokości i temperatury i trwa od listopada do lutego. Jaja składane są na podłożu żwirowym. Samce osiągają dojrzałość płciową w wieku dwóch lat, samice po trzech latach, maksymalny wiek wynosi co najmniej osiem lat.